# مجيد بيشكار
مجيد بيشكار ، من مواليد 6 أغسطس 1956م، وهو لاعب كرة قدم إيراني سابق، شارك في نهائيات كأس العالم سنة 1978م في الأرجنتين ، بدأ حياته مع نادي شاهباز الإيراني في أولى مسيرته الرياضية، وفي سنة 1979م أكمل مسيرته الاحترافية لنادي إيست بنغال الهندي ثم نادي محمدين لكرة القدم عام 1982م.